# Little Boy Blue (romanzo)
Little Boy Blue, scritto nel 1980, è quasi un'autobiografia dell'autore californiano Edward Bunker.

## Trama
il protagonista è l'intelligente ma collerico Alex Hammond che a undici anni (durante la Seconda guerra mondiale) vive a Los Angeles solo con il padre Clem.
Molti sono gli istituti dello stato della California e le famiglie affidatarie che lo hanno ospitato durante la fanciullezza, Alex è sempre scappato ed ora si ritrova in una casa di recupero, la Valley Home for Boys dove incolpevolmente (quasi) viene accusato di un furtarello.
Le dure condizioni di vita e la rivalità violenta degli altri giovani reclusi lo spingono a fuggire e a mettersi sempre più nei guai dopo un furto in cui ha sparato al gestore di un emporio.
Durante le ricerche del piccolo fuggitivo il padre morirà in un incidente d'auto lasciando completamente solo Alex; gli istituti e gli ospedali psichiatrici che lo ospitano si fanno sempre più duri, le differenze razziali si evidenziano e le prevaricazioni lo costringono a reagire in maniera sempre più violenta.
La voglia di libertà, le amicizie sbagliate e le necessità di una vita sbandata trasformano Alex in un vero criminale che vive di rapine e spaccio tra un'evasione e l'altra. L'ultima speranza sembra essere la comparsa di una zia disposta ad accoglierlo, ma anche questa opportunità verrà bruciata dall'ira contro la società dell'ormai sedicenne Alex.